# Димо Димов (футболист)
Димо Димов е български футболист, полузащитник. Роден на 21 август, 1987 г. Висок е 177 см и тежи 70 кг. Носи екипа на Спартак (Варна). Освен за „соколите“ е играл за Сливен 2000, Нафтекс (Бургас) и Миньор (Раднево). През лятото на 2007 г. е избран в националния аматьорски отбор за европейското първенство, което се провежда в Сливен.